# Vulcain (comics)
Pour les articles homonymes, voir Vulcain et Vulcan.
Gabriel Summers, alias Vulcain (« Vulcan » en version originale) est un super-vilain évoluant dans l'univers Marvel de la maison d'édition Marvel Comics. Créé par le scénariste Ed Brubaker et le dessinateur Trevor Hairsine (en), le personnage de fiction apparaît pour la première fois dans le comic book X-Men: Deadly Genesis #1 en janvier 2006.
Le personnage est lié à la série X-Men.

## Biographie du personnage

### Origines
L'histoire de Vulcain commença sur le throneworld de Shi'ar, en tant qu'enfant de Christopher « Corsaire » et de Katherine Summers (parents de Cyclope et Havok). En fait, Katherine était enceinte quand le couple fut enlevé par D'Ken, Majeur de l'Imperium Shi'ar. Katherine fut exécutée, et l'enfant à naître fut apparemment tué par l'empereur dément, pour punir Christopher Summers de sa tentative d'évasion. L'enfant fut enlevé du corps sans vie de Katherine et placé dans un incubation-accélérateur, employé pour multiplier de nouveaux esclaves. Son corps infantile fut vieilli jusqu'à l'adolescence (ce qui explique qu'il paraît plus vieux que ses frères, qui ont une dizaine d'années de plus que lui). 
Envoyé sur terre pour devenir un esclave de Davan Shakari, la main de l'empereur sur Terre, il s'échappa et fut recueilli par Moira MacTaggert, avec peu de souvenirs de qui il était et d'où il venait. Elle le prit en tant qu'élève, et l'instruisit dans l'utilisation de son pouvoir naissant, à l'insu des X-Men. 
Nommé Gabriel, il choisit le nom de code de Vulcain d'après un livre sur la mythologie gréco-romaine. Après l'avoir rencontré, Charles Xavier identifia son impression mentale comme étant liée à Cyclope et en conclut qu'ils étaient frères. Il intégra une équipe secrète de X-Men constituée de Petra, Darwin, et Sway afin de sauver les X-Men originaux de Krakoa, un mutant prenant la forme d'une île volcanique. Lors de la mission de sauvetage, les quatre membres de l'équipe furent tués, mais en réalité Darwin parvint à sauver Vulcain en fusionnant avec lui. Ils restèrent toutefois prisonniers dans le sous-sol de Krakoa. L'île fut propulsée dans l'espace par Polaris et Tornade.
Xavier, honteux de la tournure des évènements, fit oublier à tous, même à Moira, l'existence de cette équipe d'X-Men.

### Le réveil
Darwin et Vulcain restèrent en état d'animation suspendue dans la roche de Krakoa jusqu'à ce que le pic d'énergie du M-Day réveille Vulcain.
Fou de rage à l'encontre de Xavier, il attaqua ses protégés, tuant le Hurleur, et révéla aux X-Men la vérité sur son passé. 

### L'ennemi des X-Men
Après que Rachel Grey lui ait révélé son origine, Vulcain perdit la raison et décida de quitter la Terre pour se venger de l'Empire Shi'ar, poursuivi par une équipe de X-Men dirigée par son frère Havok. Il utilisa ses pouvoirs pour se déplacer dans l'espace jusqu'à ce qu'il prenne le contrôle d'un vaisseau de guerre Shi'ar grâce auquel il parvint au cœur de l'empire. Là, il tua plusieurs membres de la Garde Impériale Shi'ar lors d'un combat (Smasher, Cosmo, et Impulse) mais fut défait par Gladiator qui lui creva l'œil gauche, sur une lune de la planète Chandilar.
Il fut par la suite emprisonné, puis libéré par un membre d'un complot visant à remettre D'ken sur le trône de l'Empire à la place de l'Impératrix Lilandra. Deathbird, la sœur de l'Impératrix, s'échappa avec lui.
Vulcain et Deathbird devinrent amants, celle-ci parvenant à lui faire abandonner son désir de vengeance envers D'ken. Vulcain accepta de sortir D'ken de sa catatonie, en récompense de quoi D'ken lui offrit la main de Deathbird. Vulcain étant né dans le palais impérial Shi'ar et époux de la sœur de l'impératrix, il devint membre de la famille impériale. Il contribua au renversement de l'impératrix Lilandra et permit à D'ken de remonter sur le trône. Le soir des noces entre Vulcain et Deathbird, les X-men alliés aux Starjammers intervinrent pour libérer Lilandra, mais Vulcain exécuta son propre père Corsaire, et D'ken afin de prendre sa place sur le trône, avant de s'enfuir en compagnie de son épouse.

### Un nouveau règne pour les Shi'ar
Il devient alors le souverain de l'Empire Shi'ar qui sombra vite dans la guerre civile, une part importante des forces armées de l'Empire étant resté fidèle à Lilandra. La Garde Impériale se rangea cependant sous les ordres de Vulcain malgré sa traîtrise, par fidélité au trône ou tout simplement par traîtrise.
Il décida d'étendre l'empire et soumit les Z'nox à son règne.

### La guerre des rois
Craignant la puissance des Kree, désormais commandé par la Famille Royale des Inhumains, Vulcain ordonna une attaque lors du mariage de Ronan et Crystal, sur Hala. La Garde Impériale captura Lilandra, mais cette dernière ne fut pas exécutée comme le voulait Vulcain, grâce à un amiral politiquement avisé.
Lilandra réussit à s'échapper grâce aux Frères des étoiles (Starjammers), mais elle fut abattue lors d'un échange de tirs pendant son coup d'État. 
Vulcain refusa de suivre les conseils des politiciens Shi'ar et de la Fraternité des Raptors à son service, et il lança une offensive contre les Inhumains. Il retrouva Flèche noire et ils s'entre-tuèrent dans l'espace, à la suite de l'explosion d'une bombe au terragène, qui provoqua une fissure dans l'espace-temps.

### Legacy
Gladiator pris la place de Vulcain comme Majestor des Shi'ar afin d'éviter une nouvelle guerre civile, tandis que sa femme alors enceinte de son fils un hybride mutant/Shi'ar fut enlevé par l'ordre des Providiens.

## Pouvoirs et capacités
Vulcain est un mutant de niveau Oméga capable de manipuler l'énergie sous plusieurs formes, comme celles du spectre électromagnétique. Ainsi, il peut générer des rafales de lumière, d'électricité, ou de plasma brûlant. Il se sert principalement de son pouvoir pour le combat à distance.
Il est aveugle de l'œil gauche.
- Grâce à la maîtrise de son don, Vulcain peut survivre dans l'espace et s'y déplacer à très grande vitesse (atteignant presque la vitesse de la lumière). Il ne possède toutefois pas de réflexes surhumains.
- À la différence de ses frères Scott et Alex Summers, immunisés contre les pouvoirs de chacun d'eux, l'énergie de Vulcain peut blesser ses frères. On l'a aussi déjà vu dévier les rayons optiques de Cyclope, par simple pensée.